# Eutrema wuchengyii
Eutrema wuchengyii là một loài thực vật có hoa trong họ Cải. Loài này được (Al-Shehbaz, T.Y.Cheo, L.L.Lu & G.Yang) Al-Shehbaz & Warwick mô tả khoa học đầu tiên năm 2005.